# 25095 Churinov
25095 Churinov è un asteroide della fascia principale. Scoperto nel 1998, presenta un'orbita caratterizzata da un semiasse maggiore pari a 2,4264818 UA e da un'eccentricità di 0,1468660, inclinata di 5,58136° rispetto all'eclittica.